# Sylvie Lespérance
Sylvie Lespérance (* 21. Dezember 1954 in Jonquière; † 22. September 2006 in Saint-Adolphe-de-Rodriguez) war eine kanadische Politikerin in der Provinz Québec.

## Ausbildung und Beruf
Nach einem Diplom in Krankenpflege (1975) erwarb sie in weiteren Studien einen Bachelor in Wissenschaften der Universität von Montréal (1981) und einen Master in Gerontologie der Universität von Sherbrooke (1996). Seit 1975 war sie Mitglied der Vereinigung der Krankenpfleger von Québec. Nach der Ausbildung arbeitete sie in verschiedenen Bereichen in Krankenhäusern in Sherbrooke und war auch über mehrere Jahre Vorsitzende der Allianz der Krankenpfleger von Sherbrooke. Von 1984 bis 1996 war sie auf verschiedenen Verwaltungsposten bei der Vereinigung der Mitarbeiter im Gesundheits- und Sozialversicherungswesen (AGESS) tätig, darunter als Vizepräsidentin und Präsident.

## Politische Tätigkeiten
Als Kandidatin der Parti libéral unterlag sie sowohl 1989 als auch 1998 bei den Wahlen zur Nationalversammlung von Québec. Bei einer Nachwahl im Wahlbezirk Joliette wurde sie am 17. Juni 2002 als Kandidatin der Action démocratique du Québec in die Nationalversammlung gewählt, verlor diesen Sitz jedoch bereits im folgenden Jahr wieder bei der allgemeinen Parlamentswahl vom 12. März 2003.